# Kim Thái
Kim Thái là một xã thuộc huyện Vụ Bản, tỉnh Nam Định, Việt Nam.
Xã có diện tích 9,8 km², dân số năm 1999 là 9.014 người, mật độ dân số đạt 920 người/km².